# La Barbinasse
La Barbinasse est un canot breton à coque, pont et mâts en bois. Son port d'attache actuel est l'Île-Tudy, près de Loctudy. C'est un voilier associatif de promenade géré par l'association du même nom. Son immatriculation est : GV 13569, GV pour le quartier maritime de Le Guilvinec.

## Histoire
C'est la réplique de la chaloupe sardinière Gamin de l'île de 1904, canot bigouden de type beg hir (long bec). Il a participé aux différentes éditions des Fêtes maritimes de Brest : de Brest 2000 à Les Tonnerres de Brest 2012.
Il était présent à Temps fête Douarnenez 2018.